# Paul Zinghtung Grawng
Paul Zinghtung Grawng (tên tương tự:Paul Zingtung Grawng;Sinh 1938) là một giám mục người Myanmar của Giáo hội Công giáo Rôma. Ông nguyên là Tổng giám mục chính tòa Tổng giáo phận Mandalay và Chủ tịch Hội đồng Giám mục Myanmar. Trước đây, ông còn là Giám mục Phụ tá rồi Giám mục chính tòa của Giáo phận Myitkyina trước khi trở thành Tổng giám mục của Mandalay.

## Tiểu sử
Tổng giám mục Paul Zinghtung Grawng sinh ngày 20 tháng 3 năm 1938 tại Lunghkat, Myanmar. Sau quá trình tu học dài hạn tại các chủng viện tho quy định của Giáo luật Công giáo, ngày 27 tháng 7 năm 1965, Phó tế Grawng tiến đến việc được truyền chức linh mục. Tân linh mục 27 tuổi trở thành thành viên của linh mục đoàn Giáo phận Myitkyina.
Sau hơn mười năm kinh nghiệm trong công tác mục vụ với sứ vụ linh mục, ngày 24 tháng 1 năm 1976, tin tức từ Tòa Thánh cho biết Giáo hoàng đã quyết định tuyển chọn linh mục Paul Zinghtung Grawng làm Giám mục, cụ thể là chức Giám mục Phụ tá Giáo phận Myitkyina, với chức danh Giám mục Hiệu tòa Rusguniae. Các nghi thức truyền chức cho vị giám mục tân cử được cử hành vào ngày 3 tháng 4 sau đó, với sự tham dự của ba giáo sĩ khác đóng vai trò chính trong nghi lễ. Chủ phong là John James Howe, S.S.C.M.E., Giám mục chính tòa Myitkyina. Hai giáo sĩ khác phụ phong gồm có Tổng giám mục Gabriel Thohey Mahn-Gaby từ Tổng giáo phận Rangoon và Tổng giám mục Aloysius Moses U Ba Khim, Tổng giám mục Tổng giáo phận Mandalay. Tân giám mục chọn cho mình châm ngôn:Deus caritas.
Sau đó ít tháng, Giám mục John James Howe từ nhiệm, Tòa Thánh quyết định vị Giám mục Phụ tá trở thành Giám mục chính tòa mới cho Giáo phận Myitkyina. Quyết định được Tòa Thánh cho công bố vào ngày 9 tháng 12 năm 1976.
Sau hơn hai mươi lăm năm trên cương vị người đứng đầu của Giáo phận Myitkyina, ông chấm dứt nhiệm vụ ở đầy bằng quyết định của Tòa Thánh ấn ký ngày 15 tháng 5 năm 2003. Hơn mười năm sau đó, ngày 3 tháng 4 năm 2014, Tổng giám mục Paul Zinghtung Grawng từ nhiệm ở tuổi 76, theo quy định của Giáo luật.
Ngoài các nhiệm vụ chính thức phải nhận được sự bổ nhiệm của Tòa Thánh, Tổng giám mục Zinghtung Grawng còn hai lần đắc cử và đảm nhiệm chức danh Chủ tịch Hội đồng Giám mục Myanmar từ năm 1982 đến năm 1992 và trong khoảng từ năm 2006 đến năm 2012.